# Fopje Folkema

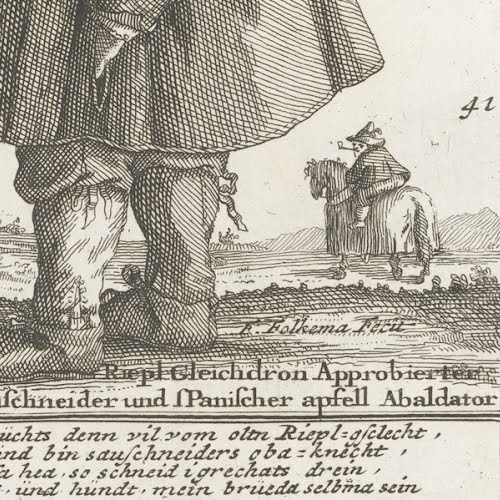
Signering F. Folkema, De dwerg Robertus Satanius, 1720 (collectie Rijksmuseum)

Fopje Folkema (verm. Dokkum, 19 oktober 1690 - Amsterdam, 31 december 1752) was een graveerster en etster.

## Biografie
Fopje Folkema werd geboren in Dokkum als dochter van Johannes Jacobsz. Folkema (ook: Folckama, †1735), goud- en zilversmid en graveur, en Brechtje Jacobs Faber (†Amsterdam, 1728). Ze had een zuster Anna (1695-1768) en broer Jacob (†Amsterdam, 1767). Haar vader, afkomstig uit Makkum, en haar moeder, afkomstig uit Enkhuizen, waren in Dokkum op 23 maart 1684 getrouwd. Rond 1708 verhuisde het gezin Folkema naar Amsterdam, waar het ging wonen aan de Westermarkt. In 1722 (o.tr. 2 april Amsterdam) trouwde Fopje Folkema met Pieter Prishard. Uit dit huwelijk zijn geen kinderen bekend. Bij haar overlijden, in 1752, was Fopje Folkema weduwe.

## Werken
Fopje Folkema werkte vermoedelijk vooral samen met haar zus en haar broer. Er is weinig eigen werk van haar bekend. De prenten van de dwerg Robertus Satanius (1716), de dwerg Suavius Mellidonius (1720), de dwerg Jan Hagel als een Hollandse bootsknecht (1720) en de dwerg Patrones der Scheel-heyd in de Opera der Heese Concertridders (1720) zijn van haar hand. Andere etsen uit de serie Het Dwergentooneel, die zich in de collectie van het Rijksmuseum Amsterdam bevindt, zijn samen met anderen gemaakt. 
Na haar huwelijk is Fopje Folkema vermoedelijk gestopt met werken.
- Biografisch Portaal: 86824776
- Gemeinsame Normdatei: 1038016746
- International Standard Name Identifier: 0000 0004 1664 1056
- Nederlandse Thesaurus van Auteursnamen: 357370015
- Virtual International Authority File: 304966098
- WorldCat: E39PBJyGQHtCXPW4yHdgb7mTpP